# Andreas Baltes
Andreas Baltes (ur. 19 grudnia 1930  – zm. 30 stycznia 2001) – niemiecki polityk. 
Od 19 października 1965 do 19 października 1969 deputowany do Bundestagu z ramienia partii SPD, wybrany z listy w Saarze.